# Петрова-Гора
Петрова-Гора — горный массив в центральной Хорватии, на границе Карловацкой и Сисацко-Мославинской жупании. Петрова Гора находится в восточной части исторического региона Кордун близ границы с Боснией и Герцеговиной. Ближайшие города — Топуско (15 км к востоку), Глина (25 км к востоку), Слунь (25 км к юго-западу), Карловац (30 км к северо-западу) и Петринья (40 км в северо-востоку).

## Природа
Петрова-Гора состоит из нескольких холмов, покрытых густым лесом. Высочайшие вершины — Мали-Петровац, 512 м и Велики-Петровац, 507 м. Лес на холмах Петровой Горы в основном состоит из бука и граба. Встречаются дубы, каштаны, вязы, клёны, ясени и другие породы деревьев. На Петровой Горе обитает большое количество диких животных — олени, кабаны, барсуки, куницы, ласки, лисицы, зайцы, белки и др. С верхних точек горного массива открывается живописный вид на Кордун, Горски-Котар и прочие близлежащие регионы.

## История
До 1445 года Петрова-Гора именовалась Слацкой горой; как Петрова-гора известна с 1536 года. Названа в честь хорватского короля Петра Свачича, который погиб в битве при горе Гвозд в 1097 году. Традиционная хорватская историография ошибочно отождествляет гору Гвозд с Петрова-Горой, хотя наиболее вероятным местом битвы является горный перевал Капела через хребет Малая Капела в центральной Хорватии, в хорватской части Динарского нагорья, западнее Петрова-Горы. До середины XVI в. этот перевал и хребет назывались Железная гора (Alpes ferreae), Гвозд или Петров Гвозд.
После поражения в битве при горе Гвозд от венгров Хорватское королевство потеряло свою независимость.
Во время Второй мировой войны Петрова-Гора была одним из центров антифашистского партизанского движения Югославии. Действовавшие в горах отряды оборудовали в лесах Петрова-Горы ряд подземных и надземных убежищ, где, в частности, располагался центральный военный госпиталь партизан. Здесь же печаталась газета Vjesnik, бывшая в войну главным изданием партизан и до сих пор существующая в Хорватии. Эти убежища не были обнаружены нацистами и продолжали функционировать вплоть до окончания войны. В боях на Петрова-Горе против немцев и усташей погибло большое число партизан, их памяти посвящён памятник на вершине Велики-Петровац.
С 1991 по 1995 года территория Петрова-Горы была под контролем самопровозглашённой Республики Сербская Краина. Во время операции «Буря» в 1995 году регион стал ареной боёв между хорватской армией и армией Сербской Краины.

## Достопримечательности
- Мемориальный комплекс, посвящённый павшим партизанам. Возведён в 1981 году. Высота монумента — 37 м. На комплексе установлен телепередатчик, используемый хорватским телевидением. В настоящее время на реконструкции.
- Центральный партизанский госпиталь. Восстановленные деревянные срубы, где размещался госпиталь партизан-антифашистов во Вторую мировую войну. Ныне — музей.
- Руины католического монастыря XIV века на холме Мали-Петровац
- «Кралев Грб». Предположительное место захоронения короля Петара Свачича.